# Kenneth Egan
Kenneth Egan (født 7. januar 1982 i Dublin) er en irsk amatørbokser, som konkurrerer i vægtklassen Letsværvægt. Egans største internationale resultater er en sølvmedalje fra Sommer-OL 2008 i Beijing, Kina, hvor han repræsenterede Irland under Sommer-OL 2008.